# آگناتا باتلر
آگناتا باتلر (انگلیسی: Agnata Butler; ۲۸ ژانویهٔ ۱۸۶۷ – ۲۷ مهٔ ۱۹۳۱) از برجسته‌ترین محققان انگلیسی بود و در دانشگاه کمبریج تحصیل و در Classical Tripos رتبه برتر را کسب کرد. در آن زمان، این دستاورد بزرگ به ویژه برای یک زن در اواخر قرن نوزدهم بود.

## زندگی
او در تاریخ ۲۸ ژانویه ۱۸۶۷ در لندن به دنیا آمد و در تاریخ ۲۷ مه ۱۹۳۱ درگذشت. آگناتا یکی از اولین سران اولیه بود که مسابقات Classical Tripos در دانشگاه کمبریج را گرفت و در سال ۱۸۸۷ در رتبه اول دسته قرار گرفت. او در سال ۱۸۸۸ با هنری مونتاگو باتلر، رئیس کالج ترینیتی کمبریج، ازدواج کرد و به عنوان یکی از میزبان‌های برجسته‌تر در کمبریج شناخته شد.
او پس از ازدواج با هنری مونتاگو باتلر به میزبانی برجسته در کمبریج تبدیل شد و نقش مهمی در جامعه دانشگاهی آن زمان ایفا کرد. آگناتا باتلر علاوه بر فعالیت‌های علمی، در کمک به مدیریت و توسعه کالج ترینیتی نیز نقش داشت.
آثار و نوشته‌های او همچنان به عنوان منابع مهمی برای پژوهشگران در زمینه‌های کلاسیک استفاده می‌شود. او به عنوان یک مدل برجسته از یک زن موفق در زمینه‌ای که عمدتاً توسط مردان تسلط داشت، شناخته می‌شود.

## فعالیت ها
آگناتا باتلر علاوه بر دستاوردهای علمی خود، با تدریس و پژوهش و همچنین فعالیت‌های اداری و مدیریتی در دانشگاه کمبریج، تأثیر بزرگی در جامعه علمی و دانشگاهی آن زمان داشت. او به خاطر هوش و دانش بی‌نظیرش شناخته می‌شد و تأثیر ماندگاری بر روی دانشجویان و همکارانش گذاشت.
باتلر همچنین در دوران زندگی‌اش با مسائل اجتماعی و فرهنگی آن زمان درگیر بود و به عنوان یکی از پیشگامان زنان در علوم کلاسیک، به تلاش‌های زیادی برای پیشرفت زنان در زمینه‌های علمی و دانشگاهی انجام داد.